# 야디에르 몰리나
야디에르 벤자민 몰리나(영어: Yadier Benjamin Molina , 1982년 7월 13일~)는 푸에르토리코 출신의 메이저 리그 전 세인트루이스 카디널스 포수였으며, 현재는 푸에르토리코 야구 국가대표팀의 감독을 맡고 있다. 2004년부터 2022년까지 줄곧 세인트루이스 카디널스의 주전 포수로 활동했다. 두 형 벤지 몰리나, 호세 몰리나도 포수다.